# 那須麻衣子
那須 麻衣子（なす まいこ、1984年7月31日 - ）は、三重県名張市出身の元女子サッカー選手。元サッカー日本女子代表。現役時代のポジションはミッドフィールダー。

## 来歴

### シニア
1999年に地元のプリマハムFCくノ一に入団。1999年の第11回日本女子サッカーリーグや2001年度の第23回全日本女子サッカー選手権大会で優勝した。2007年にINAC神戸レオネッサに移籍。2010年度の第32回全日本女子サッカー選手権大会、2011年度の第33回全日本女子サッカー選手権大会を2連覇した。また2011 日本女子サッカーリーグでもクラブにとっての初優勝をした。2012年に古巣の伊賀フットボールクラブくノ一に復帰。2016年の終わりに引退した。18シーズンで、274試合に出場、24得点をあげた。

### 代表
2002年に、2002 FIFA U-19女子世界選手権に出場するU-20サッカー日本女子代表に選出された。大会で、日本代表は準々決勝でドイツに延長戦の末敗れベスト8となった。那須は2試合に出場した。
2009年7月にヨーロッパ遠征をするサッカー日本女子代表に選出された。8月1日、フランス代表との試合で途中出場でデビュー。11月のニュージーランドとの試合にも出場。その後、2011年4月に2年ぶりにディフェンダーとして代表に復帰。5月18日のアメリカ合衆国との試合に途中出場した。

## 個人成績

### 代表
- 2009年8月1日 - 日本代表初出場 -  フランス戦（国際親善試合）

#### 試合数
| 日本代表 | 国際Aマッチ | 国際Aマッチ |
| 年       | 出場        | 得点        |
| -------- | ----------- | ----------- |
| 2009     | 2           | 0           |
| 2010     | 0           | 0           |
| 2011     | 1           | 0           |
| 通算     | 3           | 0           |

#### 出場試合
| #  | 開催日         | 開催都市   | スタジアム                     | 対戦国           | 結果  | 監督       | 大会                          | 出典   |
| -- | -------------- | ---------- | ------------------------------ | ---------------- | ----- | ---------- | ----------------------------- | ------ |
| 1. | 2009年8月1日   | モンタルジ |                                | フランス         | ○ 4-0 | 佐々木則夫 | 国際親善試合                  |        |
| 2. | 2009年11月14日 | さいたま市 | さいたま市駒場スタジアム       | ニュージーランド | ○ 2-1 | 佐々木則夫 | 国際親善試合                  |        |
| 3. | 2011年5月18日  | ケーリー   | ウェイクメド・サッカー・パーク | アメリカ合衆国   | ● 0-2 | 佐々木則夫 | 国際親善試合 ～アメリカ遠征～ | [ 10 ] |